# Escut antic de Senterada

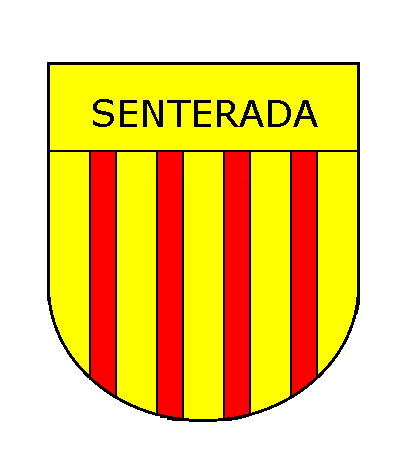
Escut antic de Senterada

Antic escut municipal de Senterada, al Pallars Jussà. Fou substituït el 13 d'octubre del 1988 per l'escut actual, adaptat a la normativa vigent sobre símbols oficials.
Es tractava d'un escut d'armes municipal creat a partir de l'escut de Catalunya, atès que en la tradició d'aquest poble no havia existit mai un senyal identificatiu propi. A diferència d'altres pobles, els segells municipals, el paper imprès de l'ajuntament, etcètera, s'havien limitat sempre a fer servir el nom del poble, i del municipi, sense que anés acompanyat de cap mena de figura al·legòrica.

## Descripció heràldica
D'or, quatre pals vermells; en cap, el nom del poble.